# Homossexualidade e presbiterianismo

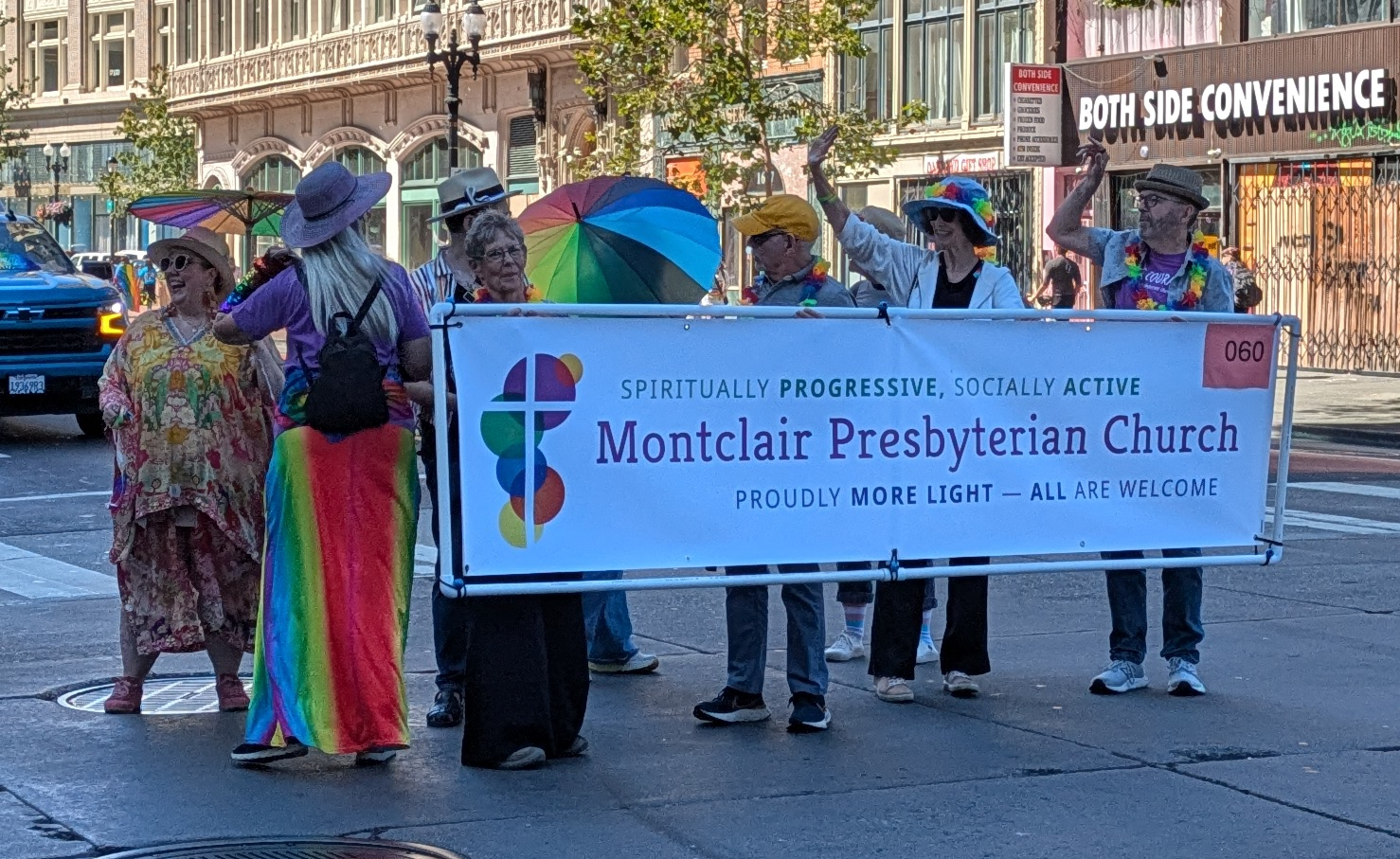
Igreja Presbiteriana de Montclair na Parada do Orgulho Gay de Oakland, em 2024

A questão da homossexualidade e presbiterianismo é tratada de forma diferente e a partir de diferentes pontos de vista pelas igrejas presbiterianas ao redor do mundo.

## Escócia
A Igreja da Escócia, "igreja mãe" para presbiterianos ao redor do mundo, tem estado dividida quanto ao assunto da homossexualidade. Em 1994, a Assembleia Geral recebeu para apreciação dois relatórios, um da Board of Social Responsibility sobre sexualidade humana ("fazendo questionamentos sobre sexualidade para pessoas com...deficiências, pessoas velhas e homossexualidade nos contextos das ciências humanas e da Escritura"; na versão original: "placing questions of sexuality for people with...disabilities, elderly people, and homosexuality in the contexts of human sciences and Scripture."), e outro do Panel on Doctrine on marriage (concluindo, "dentre outras coisas, que casais que vivem juntos, sejam heterossexuais ou homossexuais, podem apresentar todas as marcas de uma relação amorosa e fiel, e não devem ser tomados como pecaminisos; na versão original: "among other things, that cohabiting couples, whether heterosexual or homosexual, may well display all the marks of loving, faithful and committed partnership, and should not be thought sinful."). A comissão do Painel foi unânime, mas o Painel em si não tinha membros dissidentes, assim como o relatório da Board. Também não virou doutrina oficial da igreja.
A legalização de parcerias civis entre pessoas do mesmo sexo na Escócia em 2005 levantou o assunto de novo, desta vez quanto a se pastores da Igreja da Escócia têm permissão para dirigir cerimônias de união entre pessoas do mesmo sexo.

## Igreja Presbiteriana EUA (Presbyterian Church USA)

### PCUSA
A Igreja Presbiteriana (EUA), a maior congregação de igrejas presbiterianas dos Estados Unidos, também está dividida quanto ao assunto da homossexualidade. Apesar de pessoas gays e lésbicas serem bem-vindas para tornarem-se membros da igreja, a constituição da denominação, o The Book of Order (O Livro da Ordem), diz que:

Aqueles que são chamados para trabalhar na igreja devem levar uma vida de obediência à Escritura e em conformidade com os padrões confessionais históricos da igreja. Entre esses padrões está o requerimento de viver ou em fidelidade dentro do casamento entre um homem e uma mulher, ou castidade enquanto solteiro. Pessoas que se recusem a se arrepender de quaisquer admitidas práticas que as confissões chamam pecado não devem ser ordenadas e/ou nomeadas diáconos, anciões ou ministros da Palavra e Sacramento(G-6.0106b). (Na versão original: "Those who are called to office in the church are to lead a life in obedience to Scripture and in conformity to the historic confessional standards of the church. Among these standards is the requirement to live either in fidelity within the covenant of marriage between a man and a woman, or chastity in singleness. Persons refusing to repent of any self-acknowledged practice which the confessions call sin shall not be ordained and / or installed as deacons, elders, or ministers of the Word and Sacrament (G-6.0106b).")

Este parágrafo, ao qual frequentemente se refere pelo seu nome antes da ratificação, "Emenda B" (Amendment B), foi ratificado pela maioria dos presbíteros em 1997 e foi em grande parte inspirado por documentos de orientação definitivos emitidos pelas denominações predecessoras da Presbyterian Church (USA), a UPCUSA em 1978 e a PCUS em 1980.
Diferentes tentativas de remover ou tornar mais leve essa linguagem foram malsucedidas. É permitido que pastores abençoem uniões entre pessoas do mesmo sexo, mas a Igreja não permite casamentos entre pessoas do mesmo sexo, e não apoia explicitamente a consumação dessas uniões.
Em 2001, a Assembleia Geral organizou a formação de uma Força-Tarefa para a Paz, Unidade e Pureza da Igreja (Theological Task Force on the Peace, Unity and Purity of the Church). Os membros foram escolhidos de forma que refletissem a diversidade de opinião na igreja. Seu relatório final foi aprovado na Assembleia Geral de 2006 em Birmingham. A força-tarefa fez várias recomendações:
1. A Assembleia geral deve buscar encorajar fortemente todos os membros "a testemunhar pela visível unidade da igreja, evitar divisão em denominações separadas e viver em harmonia com os membros; e que congregações, Sessões, presbitérios e sínodos fortaleçam suas relações uns com os outros.
2. A igreja deve buscar se envolver em "discernimento intensivo" em face dos assuntos difíceis usando técnicas usadas pela própria Força-tarefa.
3. A Assembleia Geral deve incentivar o estudo da Reflexão Teológica do relatório.
4. A igreja deve considerar formas de tomada de decisão alternativas ao Robert's Rules of Order quanto a assuntos altamente divisivos.
5. A Assembleia Geral deve emitir uma Interpretação Autoritativa (Authoritative Interpretation) que tome o Book of Confessions e o Book of Order como os padrões constituintes para ordenação e instalação, sem deixar de observar que corpos ordenadores (Sessões para anciões e diáconos, Presbitérios para Pastores da Ordem e Sacramento) têm a responsabilidade de aplicar esses padrões aos candidatos.

Nos Estados Unidos, More Light Presbyterians, uma coalizão de congregações inclusivas quando aos gays, foi fundada em 1980. Hoje a organização tem 113 igrejas membros, enquanto muitas outras informalmente apoiam sua missão de abrigar pessoas de todas as sexualidades na vida da igreja.

### Outros
Outras organizações americanas de igrejas presbiterianas, como a Igreja Presbiteriana na América, a Associate Reformed Presbyterian Church (Igreja Presbiteriana Associada Reformada), e a Igreja Presbiteriana Ortodoxa condenam comportamento sexual entre pessoas do mesmo sexo como incompatível com a moralidade bíblica.

## Nova Zelândia
Na Nova Zelândia a Presbyterian Church of Aotearoa New Zealand (Igreja Presbiteriana de Aotearoa Nova Zelândia) debateu a homossexualidade por muitos anos. Em 1985, sua Assembleia Geral declarou que "Atos homossexuais são pecaminosos." A decisão mais recente da Assembleia, em 2004, declarou que "esta igreja não pode aceitar... ninguém envolvido numa relação sexual fora do casamento com fidelidade entre um homem e uma mulher."
Muitos presbiterianos na Nova Zelândia são ativos na Association for Reconciling Christians and Congregations um grupo ecumênico que apoia a total inclusão e participação de todas as pessoas na Igreja, inclusive pessoas gays e lésbicas.

## Canadá
A United Church of Canada (Igreja Unida do Canadá), constituída em 1925 com 70% dos presbiterianos canadenses mais os congressionalistas e os metodistas, é aberta a membros LGBT e não barra candidatos a serem pastores que são LGBT. Ela permite que seus clérigos dirijam cerimônias de casamento entre pessoas do mesmo sexo.
A Igreja Presbiteriana do Canadá tinha uma visão mais conservadora do assunto. Um relatório de 2003 resumiu sua posição dizendo que a igreja "se opõe a qualquer atitude de ódio ou discriminação contra pessoas homossexuais, a Igreja acredita que sua tarefa é levar todas as pessoas à graça e misericórdia de Jesus cristo, a Igreja aceitou a norma bíblica de macho e fêmea, e a Igreja fez um chamado por castidade... fora da ligação do casamento." O relatório também dizia que "há pessoas lésbicas e gays em posições de responsabilidade na Igreja Presbiteriana do Canadá, pessoas de orientação homossexual são capazes de ter todos os privilégios dos membros da igreja, e a Igreja Presbiteriana do Canadá ainda precisa examinar os assuntos quanto à ordenação.  A Igreja Presbiteriana do Canadá não aprovaca casamentos entre pessoas do mesmo sexo e declarava sua posição ao governo canadense. Todavia, em 2021 a denominação passou a permitir que seus ministros casamentos entre pessoas do mesmo.

## Brasil
A Igreja Presbiteriana do Brasil, assim como a Igreja Presbiteriana Independente do Brasil é contra a prática homossexual. Quanto ao Projeto de Lei PLC 122|2006 para combater a homofobia no Brasil, o rev. Roberto Brasileiro, presidente do Supremo Concílio da Igreja Presbiteriana do Brasil publicou artigo em 2007 comunicando sua clara oposição à homossexualidade.
Apesar de verem diversas igrejas ao redor do mundo se abrirem a homossexualidade, as duas igrejas se mantém firmes nessa posição, justificando que os membros devem manter e seguir com disciplina a moral bíblica. Essa posição é também esposada pela Igreja Presbiteriana Conservadora do Brasil, de linha fundamentalista. Afinal, há maior tolerância por parte da pequena Igreja Presbiteriana Unida do Brasil, com 3500 membros, que já emitiu comunicado a respeito do tema, mais inclusivo.